# Harpacticus confusus
Harpacticus confusus är en kräftdjursart som beskrevs av Vervoort 1964. Harpacticus confusus ingår i släktet Harpacticus och familjen Harpacticidae. Inga underarter finns listade i Catalogue of Life.